# Grand Prix de Tennis de Lyon 1994
Il Grand Prix de Tennis de Lyon 1994 è stato un torneo di tennis giocato sul cemento indoor. Si è giocato al Palais des Sports de Gerland di Lione in Francia. È stata l'8ª edizione del torneo, che fa parte della categoria ATP World Series nell'ambito dell'ATP Tour 1994. Il torneo si è giocato dal 17 al 24 ottobre 1994.

## Campioni

### Singolare maschile
Marc Rosset ha battuto in finale  Jim Courier con il punteggio di 6–4, 7–6(2).

### Doppio maschile
Jakob Hlasek /  Evgenij Kafel'nikov hanno battuto in finale  Martin Damm /  Patrick Rafter con il punteggio di 6–7, 7–6, 7–6.